# Friedrich Georg Wilhelm von Struve
Friedrich Georg Wilhelm von Struve (en letton: Fridriķis Strūve, en russe : Василий Яковлевич Струве, Vassili Iakovlevitch Struve), né le 15 avril 1793 à Altona et mort le 23 novembre 1864 à Saint-Pétersbourg, est un astronome d'origine germano-balte.

## Vie
Il naît à Altona qui se situe alors au duché de Holstein, fils de Jacob Struve (en) (1755-1841) et représente la seconde génération des cinq de la famille d'astronomes Struve. Il fuit l'Allemagne pour éviter le service militaire imposé par l'occupant français à l'époque des guerres napoléoniennes pour aller en Lettonie puis en Livonie, à cette époque située dans l'Empire russe.
En 1808, il entre à l'université de Dorpat où il étudie d'abord la philologie puis se tourne vers l'astronomie. De 1813 à 1820, il enseigne et effectue ses observations à Dorpat. En 1820, il devient professeur et directeur de cet observatoire.
Struve reste à Dorpat, occupé par la recherche d'étoiles doubles et des travaux en géodésie jusqu'en 1839 quand il fonde et devient directeur de l'observatoire de Poulkovo près de Saint-Pétersbourg. Il reçoit la médaille d'or de la Royal Astronomical Society en 1826. Sa santé l'oblige à se retirer en 1861.
L'astéroïde (768) Struveana est nommé d'après lui, son fils Otto Wilhelm von Struve et son petit-fils Karl Hermann Struve.

## Travaux
Struve est connu en astronomie pour ses travaux sur les étoiles doubles. Bien que ces étoiles aient déjà été étudiées par William Herschel, John Herschel et Sir James South, Struve surpasse tous les efforts précédents. Il découvre un grand nombre d'étoiles doubles et en 1827 publie Catalogus novus stellarum duplicium.
La plupart des étoiles doubles étant des étoiles binaires plutôt que des doubles optiques (ce que William Herschel a montré le premier), elles orbitent autour de leur barycentre et changent lentement de position au cours des années. Struve effectue des mesures précises de 214 étoiles doubles de 1824 à 1837 et les publie dans Stellarum duplicium et multiplicium mensurae micrometricae.
Il effectue de nouvelles mesures de la constante d'aberration de la lumière en 1843. Il est aussi le premier à mesurer la parallaxe de Véga, Friedrich Wilhelm Bessel étant le premier à avoir réussi une mesure de parallaxe d'étoile (61 Cygni).
Struve porte aussi un grand intérêt à la géodésie et en 1831 il publie Beschreibung der Breitengradmessung in den Ostseeprovinzen Russlands. Il initie l'arc géodésique de Struve, classé dans le patrimoine mondial, pour mesurer la taille et la forme de la terre.

## Famille
En 1815 il se marie avec Émilie Wall (1796-1834) à Altona, ils ont douze enfants dont huit survivent à leur jeune enfance. Un de ses fils, Otto Wilhelm von Struve continue dans la voie de l'astronomie, un autre, Heinrich (ou Genrikh) Vassilevitch Struve (1822-1908) devient chimiste et Bernhard Vassilevitch Struve (1827-1889) qui sert en Sibérie puis comme gouverneur d'Astrakhan et de Perm.
Après la mort de sa première femme, il se remarie avec Johanna Henriette Francisca Bartels (1807- 1867) et ont six enfants, le plus connu est Karl ou Kirill Vassilevitch (1835-1907) ambassadeur de Russie au Japon, États-Unis et Pays-Bas.
Le fils de Bernhard, Pierre Struve (1870-1944) est probablement le membre de la famille le plus connu en Russie. Il est un des premiers Russes marxistes et signe le manifeste du parti ouvrier social-démocrate de Russie en 1898 avant de se tourner vers des idées plus libérales et de devenir Russe blanc.
Un des cousins de Friedrich Georg Wilhelm est le diplomate Johann Christoph Gustav von Struve (1763-1828), père du révolutionnaire allemand Gustav Struve (1805-1870).